# 田中金属製作所
株式会社田中金属製作所（たなかきんぞくせいさくしょ）は、岐阜県に所在するウルトラファインバブルシャワーヘッドのメーカー。から、収益性の高い事業と、収益性の低い事業を分割。
分割新設により、TKSは組み立てメーカーに、株式会社 田中金属製作所は創業時の金属部品製造部門を持つ製造メーカーとかして独立。水栓バルブ発祥の地のDNAは新たに組織された株式会社 田中金属製作所に受け継がれた。部品製造メーカーとして、元ウルトラファインバブルメーカーの製造部門である事から、信頼も高く、現在はウルトラファインバブル部品製造のノウハウがあることから、ウルトラファインバブル用の部品や商品組み立てなども受注している、技術集団である。
本社は岐阜県山県市（旧：美山町）に所在。
2020年に株式会社シャルレに株式譲渡により完全子会社となった。
2023年、株式会社株式会社田中金属製作所が株式会社TKSとなり、分割新設会社として株式会社田中金属製作所が設立。

## 事業内容
金属部品・樹脂部品・製造、組立、販売・キャンプ用品・美容機器、日曜雑貨その他の開発、製造、販売

## 事業所
- 本社

〒501-2253 岐阜県山県市日永1079番地
TEL：0581-53-2653 FAX：0581-53-2654

## 歴史
創業：1965年。設立：1994年4月8日。
1965年、岐阜県美山町（現在の山県市）に田中鉄工所として 田中和広の父・昭雄が汎用旋盤1台で創業。創業の地岐阜県美山町（現在の山県市）は「水栓バルブ発祥の地」といわれる水栓バルブ工場の集中する地域である。田中鉄工所も水栓バルブの金属部品を加工する孫請けメーカーであった。
1994年4月8日に有限会社田中金属製作所を設立。
2003年に昭雄が会長職となり、和広が2代目の代表取締役となる。
2005年に株式会社田中金属製作所に社名変更。
2005年にシャワーヘッド「アリアミスト」を発売する。独自の機構「ミックスジェット」（特許 第3747323号）により水の勢いを保ったまま節水することができる画期的な商品であった。
2011年にシャワーヘッド「ボリーナ」を発売する。独自の機構「μ-jet」（ミュージェット）を開発して特許を取得（特許取得 PAT:4999996号）
2015年4月1日にグループの販売部門として株式会社TKSを岐阜市木ノ下街に設立、同年9月28日に社名を「ウォーターコネクト」に変更、中小企業専門商社となる。
2019年にシャワーヘッド「ピュアージュ」を発売する。
2020年8月に株式会社シャルレに全株式を売却し、その子会社となった。
2023年代表取締役 岩永信幸就任
2023年株式会社田中金属製作所が株式会社TKSへ社名変更、同時に、創業時より営んでいた、金属部品部門を分割され、株式会社田中金属製作所が新設。シャルレグループより独立、創業家が事業継承。
株式会社田中金属製作所には二代目代表取締役の弟、田中芳幸が就任。
2022年4月2つの特許技術を搭載した「ボリーナアヴァンティ」「ボリーナアヴァンティアクア」を発売。ウルトラファインバブルのシャワーヘッドは水圧が優しすぎるという顧客の声に応えた水圧アップしたシリーズとなった。

## 沿革
- 1965年 - 故・田中昭雄が山県郡美山町日永（見田島地区）にて汎用旋盤1台で創業。
- 1969年 - 工場を美山町富永へ移転。
- 1970年 - 工場を美山町日永（上島地区）へ移転。
- 1975年 - 木造工場新築自動旋盤によるバー加工を開始。
- 1979年 - 鉄骨スレート建て工場を増築。
- 1989年 - CNC旋盤設備を導入。
- 1992年 - 新工場を新築、24時間稼働スタート。
- 1994年 - 有限会社田中金属製作所を資本金300万円で設立。
- 1997年 - 外部倉庫を増築。
- 2000年 - 倉庫を工場に増改築。
- 2001年
  - 節水事業に参入、全国に代理店契約開始。
  - 「MJPシャワーアダプター」発売開始。
  - 「泡沫アダプター」特許取得。
- 2002年	ロータンクトイレ用節水器具　レベロック意匠登録。
- 2003年
  - 工場を増築及び事務所新築。
  - 取締役会長 田中昭雄／代表取締役 田中和広に役員変更。
  - シャワー節水器「MJP」を発売開始。
  - 「泡沫アダプター」が小野木化学技術振興財団発明展 優秀賞受賞。
- 2004年	岐阜県中小企業創造法　岐阜県指令新産　第77号の4認定。
- 2005年
  - 「アリアミスト」小野木化学技術振興財団発明賞第１位。
  - 岐阜県発明くふう展 日本弁理士会会長奨励賞受賞。
  - 株式会社田中金属製作所に社名変更。
  - シャワーヘッド「SHOPチャンネル」販売開始。
- 2007年 - 岐阜県産業振興センター認可によるムダ取り推進事業（岐産振第259号）。
- 2008年 - ソフトピアジャパン共同事業化事業認可　タナキンシステムなど。
- 2009年 - 資本金を1,000万円に増資。
- 2011年 - 中小企業地域資源活用促進法に基づく地域産業資源活用事業計画認定（中部第61号）。
- 2013年 - TV日経スペシャル「ガイアの夜明け」放映。
- 2015年 - テレビ朝日｢日本のチカラ」放映。
- 2016年
  - iPHONE 対応「節水アプリ｣発表。
  - 岐阜支社を岐阜市木ノ下町に開設。
  - 一般社団法人企業価値協会による2016年下期企業価値認定証を授与。
- 2017年
  - 経済産業省中小企業庁による2017はばたく中小企業・小規模事業者300社・商店街30選に選定。
  - 盛和塾「稲盛経営者賞」 第3部門第1位受賞。
  - 経済産業省による地域未来牽引企業に認定。
- 2019年 - 一般社団法人企業価値協会による2019年下期企業価値認定証を授与。
- 2020年 - 株式会社シャルレに株式譲渡により完全子会社となる。
- 2023年 - 株式会社 田中金属製作所が株式会社TKSに社名変更。
  - 株式会社TKSから美山工場が分割。新設株式会社 田中金属製作所が成立。
  - 株式会社田中金属製作所代表取締役に田中芳幸が就任。

## 関連記事
- 田中和広